# Hermann Peters (Maler, 1886)
Hermann Peters (* 14. Januar 1886 in Gelsenkirchen; † 1970 in Eschenlohe, Landkreis Garmisch-Partenkirchen) war ein deutscher Maler und Grafiker.

## Leben
Peters war Spross einer musischen Familie. Sein aus Erkelenz gebürtiger Vater Heinrich Peters (1858–1917) war Komponist und Direktor des Städtischen Musikvereins Gelsenkirchen, sein Bruder Rudolf (1902–1962) war ebenfalls Komponist. Als er noch Oberprimaner war, schickten seine Lehrer am Gymnasium Gelsenkirchen einige seiner Zeichnungen an einen Professor der Kunstakademie Düsseldorf, der ihn daraufhin als Schüler annahm. Nachdem er die Hochschulreife erworben hatte, studierte er von 1904 bis 1912 an der Kunstakademie Düsseldorf Malerei. Dort waren Peter Janssen der Ältere und Adolf Münzer seine Lehrer. Nach dem Ersten Weltkrieg lebte er noch kurze Zeit in Düsseldorf, ehe er 1921 nach Gelsenkirchen zurückkehrte, wo er im gleichen Jahr an einer Gruppenausstellung in den Räumen der Städtischen Bilderschau Gelsenkirchen teilnahm. Er wurde Leiter einer grafischen Werkstatt der Handwerkerschule Bochum.
Peters arbeitete hauptsächlich als Maler und Illustrator und gehörte der Künstlergemeinschaft Ruhrland um Otto Wohlgemuth und dem Bund Gelsenkirchener Künstler an. Bekannt wurde er insbesondere durch Industriemotive, die er etwa in den Mappenwerken „Aus der Welt der Arbeit“ (Gelsenkirchen 1921) und „Industrieheimat“ (Wanne in Westfalen 1925) darstellte. Wie sein Ruhrland-Kollege Hermann Kätelhön lieferte er im Auftrag von Bergwerksgesellschaften präzise Darstellungen von Zechengebäuden für Aktien sowie Urkunden an die Beschäftigten. Er stellte aber auch die Bergleute selbst dar, als Charakterköpfe oder an ihrem Arbeitsplatz bei körperlicher Anstrengung unter Tage.
In der Zeit des Nationalsozialismus war Peters Mitglied der Reichskammer der bildenden Künste. Er war regelmäßig in Einzel- und Gruppenausstellungen der Stadt Gelsenkirchen vertreten, etwa in der Ausstellung „Hermann Peters und seine Schüler“ und in einer ihm gewidmeten „Jubiläumsausstellung“. 1938 beteiligte er sich an einer Wanderausstellung der NS-Gemeinschaft Kraft durch Freude. Papenbrock/Saure belegen darüber hinaus acht große Gruppenausstellungen.
Als künstlerischer Leiter organisierte Peters Ausstellungen in den Betriebsräumen der Zechen Consolidation und Rheinelbe. Nachdem sein Atelier in der Wildenbruchstraße 1944 durch einen Luftangriff zerstört worden war, zog er nach Garmisch-Partenkirchen. 1951 kehrte er zurück.